# Воля-Чарниська
Воля-Чарниська (пол. Wola Czarnyska) — село в Польщі, у гміні Водзеради Ласького повіту Лодзинського воєводства.
Населення — 119 осіб (2011).
У 1975-1998 роках село належало до Серадзького воєводства.

## Демографія
Демографічна структура станом на 31 березня 2011 року:
|          | Загалом | Допрацездатний вік | Працездатний вік | Постпрацездатний вік |
| -------- | ------- | ------------------ | ---------------- | -------------------- |
| Чоловіки | 56      | 12                 | 37               | 7                    |
| Жінки    | 63      | 9                  | 37               | 17                   |
| Разом    | 119     | 21                 | 74               | 24                   |